# Koninklijke Oost- en Westvlaamsche Kring
 (février 2019).
Le Koninklijke Oost- en Westvlaamsche Kring est une association estudiantine bilingue et apolitique de Louvain (Belgique), fondée le 22 novembre 1922. Cet ordre est aussi nommé « la Vla-Vla » et est traduit en français « Association Royale des deux Flandres ».

## Historique
En 1922, Leuven foisonnait. Les régionales allaient de l’avant. Quelques étudiants flamands ne parvenaient pas à trouver leur place au sein de ces dernières. Malheureusement, le recteur du moment, Monseigneur Ladeuze, n’était pas très encourageant pour la fondation d’autres cercles.
Heureusement, les membres fondateurs, Daniel Ryelandt, Robert Ancot, Albert Van Den Heuvel et Fernand Kesteloot surent trouver un appui chez les personnes suivantes : Monsieur Van Den Heuvel, ancien ministre de la justice et Monsieur Janssens de Bisthoven, gouverneur de la Flandre Occidentale, qui les parrainèrent. Grâce à ce soutien, le Vice-Recteur, Monsieur Van der Essen, leur octroya l’autorisation de fonder un cercle d’étudiants.
Ainsi le 22 novembre 1922 l’Oost- en Westvlaamsche Kring naquit officiellement. Cette association rassemble des étudiants originaires de ou domiciliés dans l’une des deux Flandres (Codex Art.1).
Les valeurs fondatrices de la Vla-Vla sont résumées au mieux par l’article 2 du Codex: « La Société a pour but de permettre à ses membres d’entretenir des liens d’amitiés qui plus tard, dans la vie publique, constituent un souvenir précieux de la trop courte vie universitaire. Toute activité politique est expressément exclue de ses préoccupations ».
Ce fut le KMKS qui a le plus soutenu la Vla-Vla dans ses premiers pas, ainsi que la Gé Gantoise, la Carolo, la Gé Bruxelloise et la Liégeoise.
Petite anecdote : le terme « Vla-Vla » vient du fait qu’à la première réunion délégation du Oost- en Westvlaamsche Kring, le Président de la Carolorégienne ne parvint pas à prononcer « Oost- en Westvlaamsche » ... et bégaya « vla ...vla … », nom qui, à l’hilarité générale, fut d’abord adopté comme surnom officieux, et au fil des années comme nom officiel[réf. nécessaire].

Le 4 mars 1959, la Vla-Vla devint une Société royale sous la présidence de Pierre "Mémé" Humbert. 

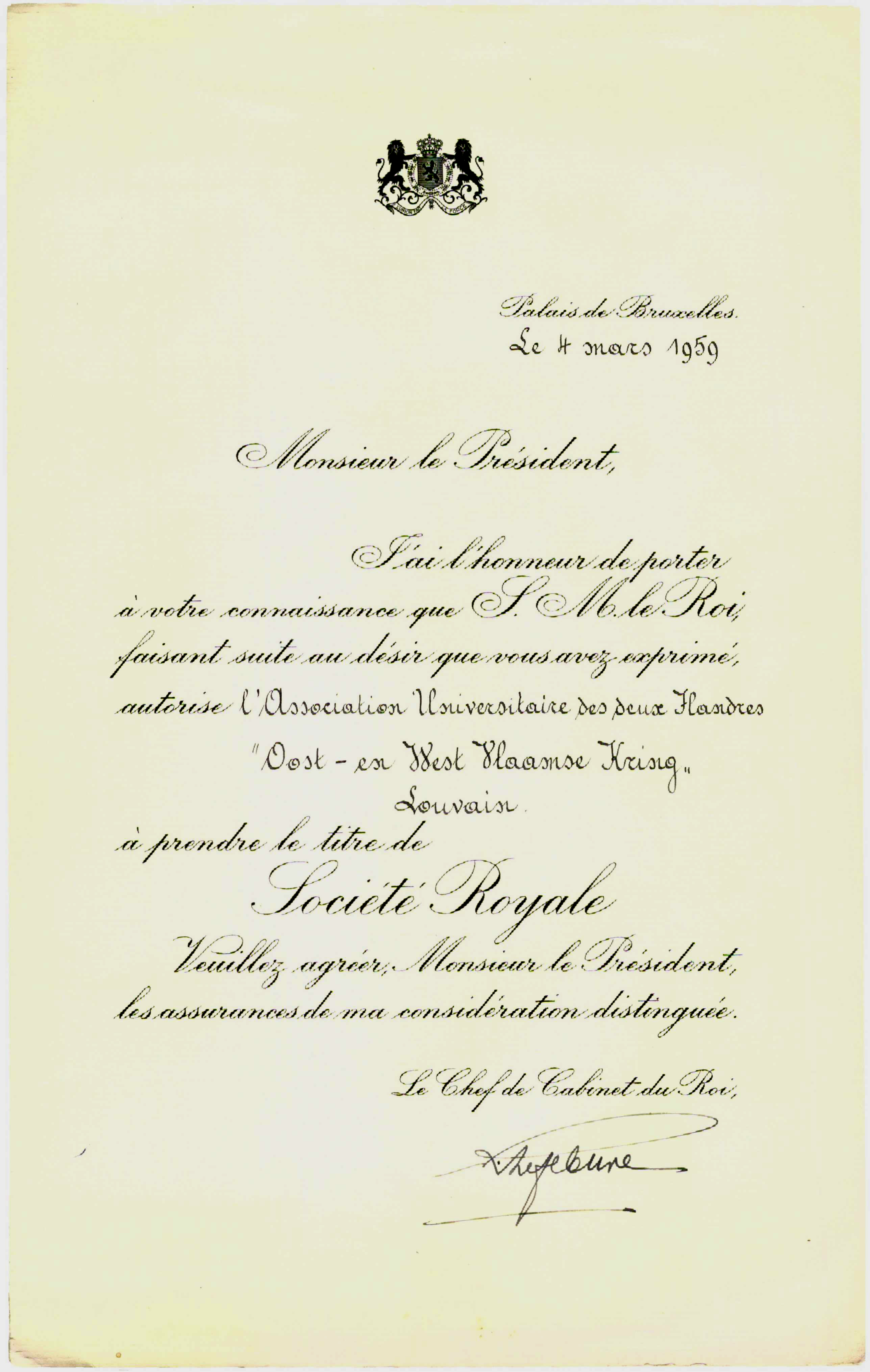
Lettre du 4 mars 1959 hissant la Vla-Vla au rang de Société royale.

Durant leurs années d’activité, certains membres de la Vla-Vla ont créé des liens d’amitié particuliers avec d’autres associations estudiantines telles que la DispuutGezelschap H.O.E.K. de Nimègue (1925), le Corps Borussia Bonn (1821) ou encore le Academicus Sanctae Barbae Ordo de Louvain-la-neuve.

## Les Traditions

### Signes distinctifs
- La Calotte qui se porte à la Vla-Vla est de couleur « Lie de vin ». Les lettres de l'ordre qui se portent sur la calotte sont « ARDF », « KOWK » ou encore « VLA-VLA ».

- La Toge qui se porte à la Vla-Vla est de couleur rouge et grise (Codex Art.57). La toge ne se porte que durant les Corona[Quoi ?], les externes et les rassemblements exceptionnels (Codex Art. 58).

- Les Vleks sont les récompenses qu'un membre de la Vla-Vla arbore sur sa Toge. Certains sont distribués à toute personne ayant soutenu la Vla-Vla, d'autres ne sont que distribués aux membres.

- Le band[Quoi ?] de la Vla-Vla est noir, jaune et bleu. Les Bleus le porte de gauche à droite et les Membres actifs et anciens le portent de droite à gauche. Autre particularité du band Vla-Vla, la couleur supérieure indique l'origine de son propriétaire; le noir au-dessus signifie que le porteur est de Flandre Orientale et le bleu au-dessus signifie que le porteur est de Flandre Occidentale (Codex Art.61). Le maître des Bleus porte deux bands, un de chaque côté. Les membres du comité portent un band beaucoup plus large que les autres.

### Les rassemblements
- Le Dies Natalis et le banquet. Cet événement fut instauré pour les 25 ans de la Vla-Vla. Il a lieu chaque année à Bruges (Codex Art. 149 à 153).

- Le Serment du Zilveren Lepelaar. Cet événement a lieu en 1954. Bob Houben proposa aux Anciens présents au Dies, de signer le “Serment du Zilveren Lepelaar” ou le “Serment de Bruges”. Par ce serment les signataires s’engageaient à se réunir à Bruges chaque année, le premier dimanche après Pâques, pour fêter la Vla-Vla, qu’elle existe effectivement ou pas. Les signataires encore en vie respectent toujours le serment jusqu’à ce jour. Le serment du zilveren lepelaar

- Le Mosselsouper. Cette activité a lieu une fois par an à "La Moule Sacrée" à Bruxelles. C'est le soir où sont décernées les Calottes en suivant un rituel tout à fait spécial et adapté.

- Le Bal Vla-Vla. Annuellement est organisé un bal en l'honneur de la Vla-Vla (Codex Art.154 à 157).

- Les Cantus ou Corona. Ce sont les rassemblements officiels et réguliers entre membres et anciens de la Vla-Vla.

- L’endoctrinement est une soirée où les aspirants sont interrogés par le comité sur leurs connaissances du Codex et des chants (Codex Art.126 à 129)

- Le baptême. C'est l'activité suprême ou les aspirants deviennent Bleus. Les Bleus deviendront automatiquement Membres actifs lors du baptême de l'année d’après (Codex Art.130 à 142).

- La prise d’habit et le concours du Roi des Bleus. Activité ayant lieu après le baptême où les Bleus reçoivent leur toge, puis s'affrontent de différentes façons pour élire le Roi des Bleus (Codex Art.143 à 148).

- Le tour du Vieux. Cet événement organisé annuellement par la Vla-Vla a lieu sur le "Oude Markt" à Leuven. Le challenge consiste à faire le tour de la place en s’arrêtant dans chaque café pendant quinze minutes pour y boire une bière. Tous les membres d’associations estudiantines peuvent y participer.

- Les Clubavond. Ce rassemblement non officiel à théoriquement lieu tous les mardis au Café "In Den Boule"

## Les structures

### Le Comité
Un comité est élu pour chaque année académique (Codex Art. 4 et 5). Il consiste en les postes suivants :
- Le Président
- Le Vice-Président des affaires internes
- Le Vice-Président des affaires externes
- Le Censeur
- Le Secrétaire
- Le Trésorier
- Le Maître des Bleus
- Les Commissaires, respectivement aux deniers et aux écritures.

### L’Ordre pour la Vla-Vla
L’Ordre pour la Vla-Vla fut instauré pour récompenser les membres qui se sont distingués au service pour la Vla-Vla. Il y a différents grades énumérés ci-dessous (Codex Art.21, 176 et 177). Le Chancelier qui est à la tête de l’Ordre pour la Vla-Vla est toujours un membre plus âgé qui connait bien son l’histoire et ses traditions. Il est le lien entre les membres actifs et les membres ayant quitté la vie estudiantine. C’est lui qui tient les archives, le trésor, le sceau de l’Ordre ainsi que le Livre de la Chancellerie (Codex Art.181).
Voici par ordre croissant les différentes décorations, ou "Vleks", qui peuvent être décernées aux membres de la Vla-Vla (Codex Art.178)
- Chevalier de l’Ordre pour la Vla-Vla (ruban bleu)
- Officier de l’Ordre pour la Vla-Vla (ruban rouge avec grande palme)
- Commandeur de l’Ordre pour la Vla-Vla (collier avec ruban bleu)
- Grand Cordon de l’Ordre pour la Vla-Vla (large bande rouge lisérée des couleurs de la Vla-Vla)

Il existe aussi deux distinctions particulières qui peuvent être décernées à toute personne ayant rendu service à la Vla-Vla (Codex Art.179).
- Chevalier de la Légion Vla-Vlaïenne (ruban rouge)
- Prévôt de la Légion Vla-Vlaîenne (ruban rouge avec petite palme)

## Autres Ordres

### Grand Ordre Souverain de la Tartine Beurrée
Cet ordre fut créée en 1991 après un incident concernant des étudiants de la Vla-Vla et du KMKS. Cet ordre récompense les membres de ces deux ordres qui contribuent à l'entente entre ces derniers.

### Suydafrikaensche Banaenen Party
Le Suydafrikaensche Banaenen Party est un ordre estudiantin fondé par des anciens membres de la Vla-Vla à Leuven en 1937. Il a pour but d’être l’opposition de la Vla-Vla. Sa devise est "Semper Contrarium".

### Ordre Souverain de la Calotte
La Vla-Vla est membre du Directoire de l’Ordre Souverain de la Calotte depuis la refondation de l'O.S.C. en 1965 à l'initiative de l'Ordre studentyssime, vesnerable et trèz magnyfique de François Villon de Montcorbier.

## Chants

### Le Minuit Vla-Vla
Ce chant à la particularité de n'être chanté qu'à minuit durant les rassemblements entre Vla-Vlaïens. Il se chante debout et découvert sur la mélodie du Minuit Chrétien (Codex Art.106).
Minuit Vla-Vla, c'est l'heure solennelle
Où la roulade descendit jusqu'à nous
Pour effacer la tache manchabalienne, et des pandours exciter le courroux
Le monde entier tressaille d'allégresse, sous les clameurs d'une folle jeunesse
Peuple à genoux, c'est la Vla-Vla qui passe!
Buvez! Roulez! Voici la réaction! (Bis)

### Ban
Lamme Goedzak (Ter)
Fonteyne en Minnebo
Hou ou

## Sources
- Codex Koninklijke Oost- en Westvlaamsche Kring / Codex de l’Association Royale des Deux Flandres
- Liber Memorialis du Koninklijke Oost- en Westvlaamsche Kring, copyright 1997, Éditions Vla-Vla. Imprimerie Vlaeminck, Leuven.
- Archives de la Vla-Vla